# ONDA

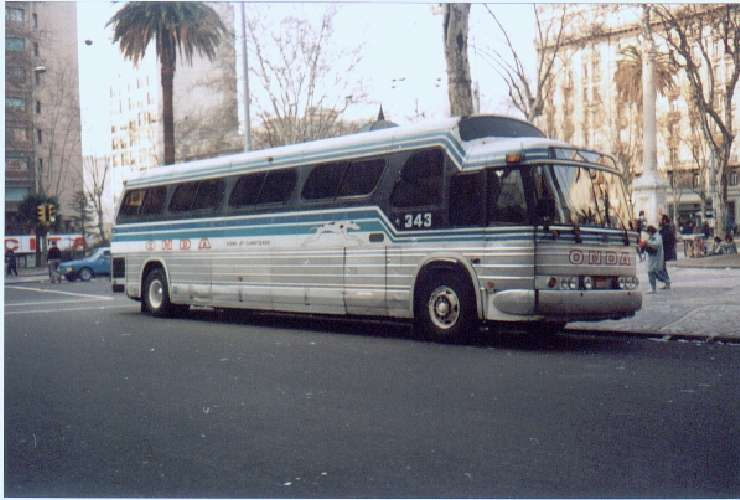
Autobús de la Organización Nacional de Autobuses en la Plaza Cagancha.

La Organización Nacional de Autobuses S.A., más conocida por su sigla ONDA fue la más  importante e histórica empresa de transporte por carretera de pasajeros que durante buena parte del siglo XX (1935-1991) transitó todos los departamentos del territorio uruguayo. También llegó hasta Buenos Aires y Porto Alegre en Argentina y Brasil respectivamente. Su sede central estaba ubicada en la acera Sur de la Plaza de Cagancha de Montevideo ("kilómetro cero" de la República Oriental del Uruguay).

## Inicios

El 20 de octubre de 1935, las  Cooperativas  Durazno y Cooperativa Colonia y Rosario, deciden fusionarse para conformar una cooperativa la cual contaría con una flota de 32 autobuses. Su directorio estaría integrado por los Juan Bomio,  Juan  Vidal, Nicolás Laborde, Alfredo Venditto, José Añon y Luis Sánchez. De las cooperativas mencionadas anteriormente, quienes confirmaron esta nueva cooperativa de transporte, se sumarían al poco tiempo, la Compañía Internacional de Turismo Juan J. Vidal y Cía., Expreso Perazza, la Cooperativa del Litoral y varios concesionarios que actuarian independientemente. En mayo de 1936, se transformó en cooperativa de recaudación, deducidos los gastos de administración el resultante se repartía en función de los kilómetros recorridos. Al consolidarse la cooperativa, sus integrantes acodaron, que todos los autobuses de la cooperativa debían de lucir un símbolo que los identificara como empresa, eligiendo como símbolo a un perro raza Galgo de forma similar a cómo lo hacía la empresa estadounidense Greyhound.
Hacia 1937, la cooperativa ya había recorrido 5.951.549 kilómetros, expedido más de 245.461 boletos de ida y 382.295 de vuelta, transportado a un total de1.011.051 pasajeros, consumió 1.317.112 litros de nafta y quemó 32.757 litros de aceite.
En enero de 1940, la Cooperativa de Recaudación decidió convertirse en una sociedad anónima, con el fin de explotar en común no sólo el producto de lo recaudado por las unidades automotoras, sino además, para co-participar en la adquisición de los artículos de consumo. Es así que el 24 de julio de 1940, se conformaría la Organización Nacional de Autobuses. 
Hacia 1946 los estatutos nuevamente son modificados en una sociedad anónima integral, por lo cual la flota de autobuses pasan a ser propiedad de la sociedad anónima y sus propietarios pasan a ser accionistas de dicha sociedad. 
En agosto de 1947, la recién creada organización adquiere el primer autobús General Motors Truck & Coach División, modelo PDA-3703,  dicha inversión fue de un total de  46.000 pesos de la época. La marca GM, con los años se transformaron en el icono principal de la empresa de transporte. 
Con el paso del tiempo, sumaria nuevos destinos y localidades, por lo cual debieron de adquirirse nuevos autobuses.  Fue así que en 1951 se adquirían 10 nuevos coches de la marca general motor.
El 28 de enero de 1953, se inaugura el servicio a la Barra de Maldonado, contratando en Punta del Este un colectivo de 12 asientos para la combinación.
En 1957, la precaria situación de las carreteras y el escaso mantenimiento derivó en la firma de un convenio con el Ministerio de Obras Públicas pata colaborar en la reparación y mantenimiento de las mismas. Dicha empresa tendría una importante participación en la realización de convenios con instituciones del estado estado en la mejora de infraestructuras viales y para el beneficio del sistema turístico. Como por ejemplo en la construcción de un Pabellón de pasajeros en el puerto de Colonia, o de la Estación Termas del Arapey en Salto. 
El 6 de marzo de 1974, la entonces Dirección Nacional de Correos, emite un sello de encomiendas especial alusivo a los medios de transporte. Este fue realizado por la Imprenta Nacional, en planchas de 50 sellos, donde se reproduce una imagen del coche N.º 1 de la empresa.

## Cierre

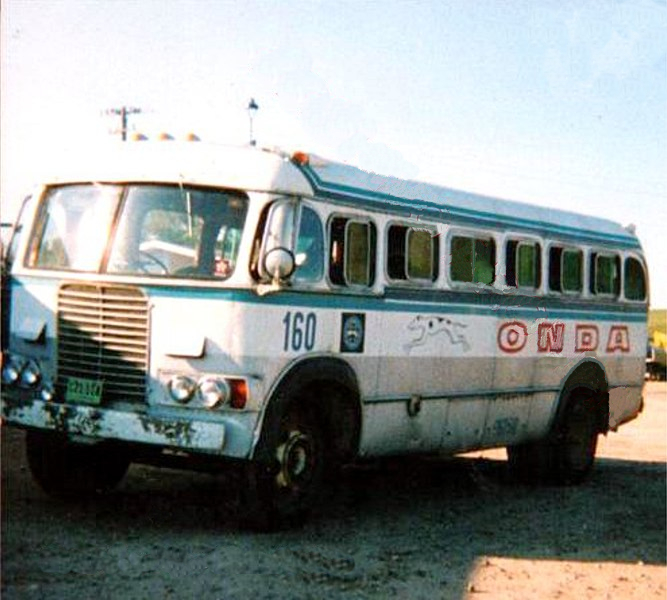

A mediados de los 70, ya habiéndose producido el golpe de Estado de 1973, el gobierno de facto consideró que una empresa que predominaba y lideraba las comunicaciones terrestres, vulneraba y debilitaba la doctrina de Seguridad Nacional. Por ello, comenzaron a otorgarse nuevas concesiones para líneas de transporte de pasajeros y encomiendas nacionales a nuevos prestatarios, sin que se justificase por demanda insatisfecha, lo que inmediatamente ocasionó una importante pérdida del mercado de transporte de pasajeros y encomiendas para la organización. 
Hacia 1978, la compañía de autobuses operaba con más de 240 autobuses y 3400 funcionarios.  Para esos años, pese a la recesión económica que se manifestaba, la empresa realizó inversiones por casi 16 millones de dólares. El nivel de endeudamiento era soportable para la empresa. Pero el 26 de noviembre de 1982 se produjo la ruptura y modificación del régimen cambiario, multiplicándose los pasivos bancarios de la empresa.
La recesión se profundizo aún más, acentuándose la disparidad de la estructura de la empresa con la realidad del mercado. En ese marco recesivo y de sobredimensionamiento, esta pudo pagar puntualmente sus obligaciones bancarias hasta junio de 1984.
Al no poder adquirir regularmente repuestos la flota comenzó a deteriorarse, y la incidencia en la mano de obra (salarios) era mayor que la que calculaba la Dirección Nacional de Transporte para fijar las tarifas de los pasajes. 
En 1986, la empresa realizó intensas gestiones ante los bancos acreedores, ofreciendo la dación en pago de sus bienes, las que resultaron infructuosas.
En 1987 fueron enviados un total de 312 funcionarios al Seguro de Paro, y en consecuencia se produjo una huelga de 58 días. 
El 14 de diciembre de 1989, la Comisión de Análisis Financiero del Banco Central del Uruguay  la declara como empresa "inviable". 
Así se iniciaba un proceso rodeado de decretos, conflictos empresariales, sindicales, el remate de los autobuses más nuevos y modernos de la empresa, las intimaciones y el retiro de las concesiones y líneas, y la clausura de los talleres principales de la empresa por parte de la Intendencia de Montevideo. En el medio de dicha crisis, el directorio presentó diversos planes y proyectos para lograr poner nuevamente en funcionamiento a la empresa, los cuales no pudieron ser concretados.
Finalmente, en 1991 se produce el cierre definitivo, cuando el 30 de septiembre de ese año el Juzgado Letrado de Primera Instancia en lo Civil de 2.º Turno dispuso la Liquidación Judicial de la Organización Nacional de Autobuses.

## Infraestructura

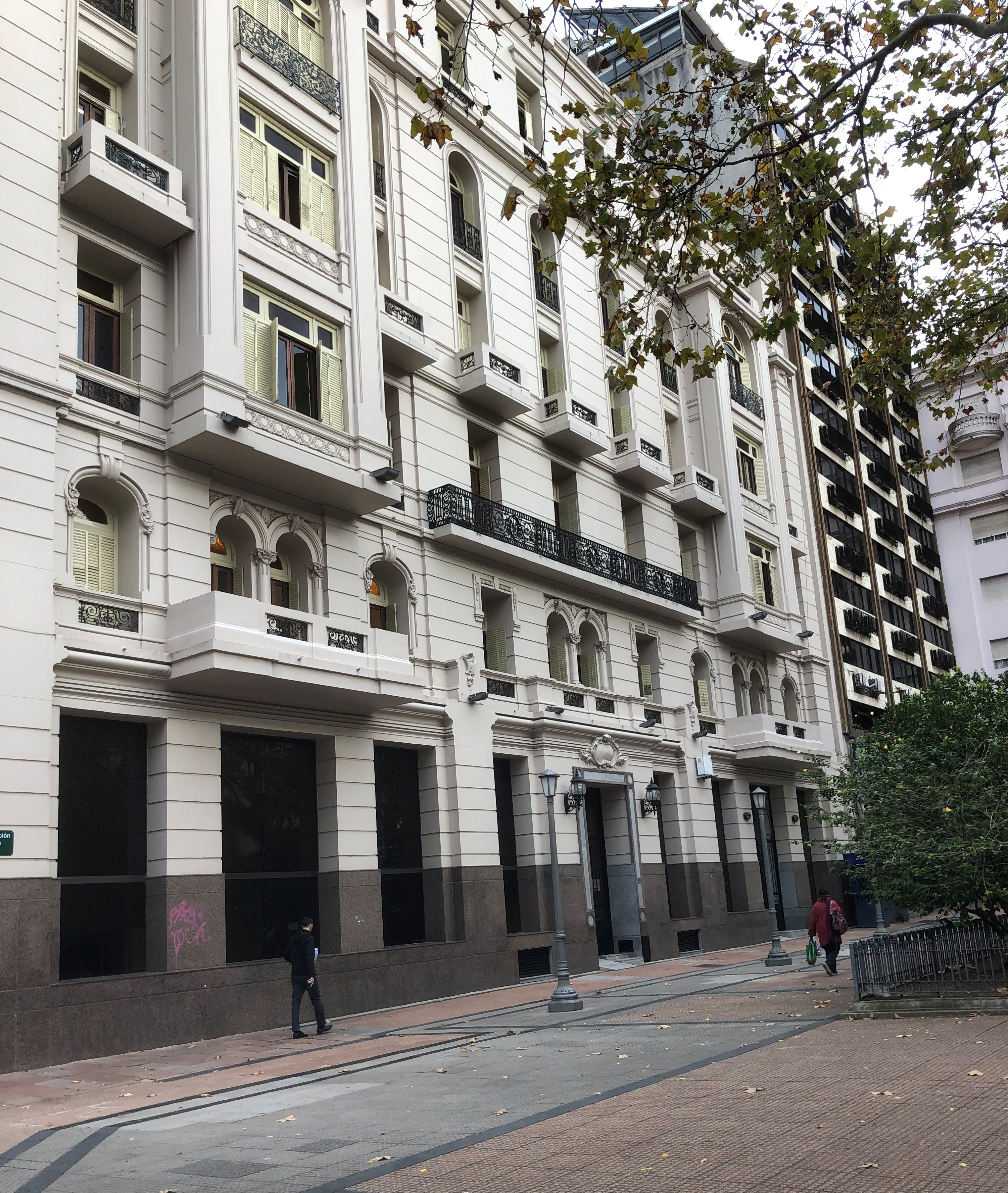
Palacio de los Tribunales del Poder Judicial, antigua sede de la Organización Nacional de Autobuses

Su sede y principal estación se encontraban sobre la Plaza Cagancha, entre el hoy Palacio de los Tribunales y el Hotel Balmoral. Debemos remontarnos a que todavía no existía la terminal de Tres Cruces y por ese entonces los ómnibus salían desde sus sedes, sin infraestructura acorde para tal fin. Por lo tanto durante las temporadas estivales la sede de la Plaza Cagancha significaba un amplio congestionamiento en el tránsito montevideano. Contaba con un amplio complejo construido sobre el antiguo Monasterio de las Hermanas Carmelitas, sobre la Fernando Otorgués, donde funcionaban sus principales talleres.

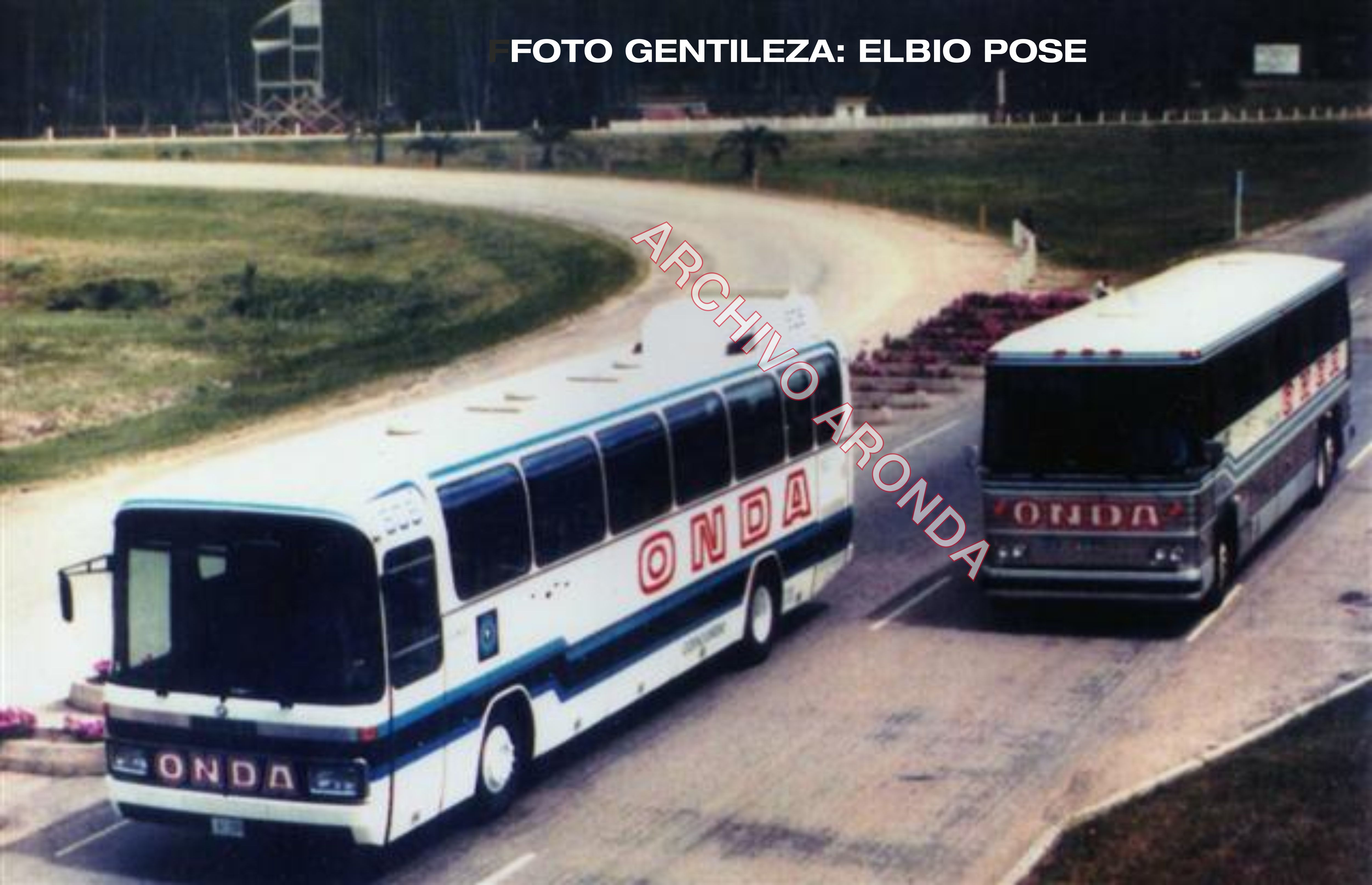
Coches Mercedes-Benz O-303 y TMC MC-9 Crusader II de ONDA

En la ciudad de Montevideo, llegó a contar con un total de tres talleres, el primero ya mencionado, y el segundo se encontraba sobre las calles Canelones y Javier Barrios Amorín, en donde se atendían las unidades menores y el servicio de encomiendas. Posteriormente adquiría otro predio de un total de 32 mil metros cuadrados sobre la Avda. Gral. Flores número 4088. 
Mientras que en el interior, contó con estaciones y agencias en todas las localidades del país, además de las agencias en Buenos Aires, Córdoba y Porto Alegre.

## Servicios
Desde su conformación como organización, contó y fue sumando a medida del tiempo servicios que unían y se extendían a lo largo y ancho de todo el territorio nacional, como también con los países limítrofes. En el caso de Montevideo - Buenos Aires en un principio dicho servicio fue combinado entre Montevideo y el Puerto de Colonia, para luego unir el Puerto de Colonia con Buenos Aires mediante hidroaviones de la Compañía Aeronáutica Uruguaya S. A., aunque el auge de esta compañía generó que Onda decidiera realizar un convenio con la entonces Compañía de Aerolíneas de Colonia (ARCO S. A.) que unió el Aeropuerto de Colonia con Buenos Aires. ONDA, tuvo también el permiso para operar como Agente Marítimo en todos los puertos del territorio nacional. Proyecto que nunca se concretó. Posteriormente, la construcción de los puentes, primero el puente General Artigas significó una mejora de los servicios,  considerándose ambos de vital importancia para la conexión terrestre con Buenos Aires. Por último la conexión terrestre mediante el Puente Internacional San Martín no sólo fue de tan importancia por la cercanía, si no por la rapidez, convirtiéndose en la segunda línea entre capitales en el ranking mundial, solo superada por Londres–París.
La expansión de la Organización Nacional de Autobuses no sólo fue por la conquista de turistas argentinos, sino también de turistas brasileños con el objetivo de captar ambos mercados para el beneficio del turismo nacional. En 1989 se estableció en Porto Alegre, para así iniciar y operar simultáneamente, el servicio Internacional Porto Alegre.

## Flotas
La compañía contó en su mayoría con autobuses General Motors, aunque también contó con modelos TMC MC9 Crussader II, fabricados por la Transportation Manufacturing Company, de Roswell, Nuevo México, autobuses Mercedes Benz O 303, de la planta de Manheim, Alemania.  Estos últimos habían sido adquiridos para  reforzar el servicio a Porto Alegre y fomentar el incremento de las excursiones.

## Divisiones
- ONDA Argentina, Cambios, Viajes y Turismo:Fue inaugurada el 15 de octubre de 1965, cuando adquiere un local en Buenos Aires, sobre en la intersección de Florida y Lavalle, significando la primera sucursal fuera del territorio uruguayo. Fue inaugurada el 1 de septiembre de 1966. El moderno local abarcaba una amplia extensión de las esquina de las calles Florida y Lavalle, en Buenos Aires. Posteriormente se abriría una sucursal en Córdoba.

- ONDA do Brasil: El 20 de junio de 1970 abre la sucursal en la ciudad de Porto Alegre. Posteriormente en dicha ciudad se construiría una Estación de Servicios, ubicada sobre la Avda. Amynthas Jacques de Moraes 160, Parque Humaitá y contó con gomería, mecánica y electricidad, además del alojamiento para conductores y las dependencias administrativas.